# 布施村 (千葉県)
布施村（ふせむら）は千葉県夷隅郡にかつて存在した村である。

## 地理
- 旧大原町、現在のいすみ市の南部に位置する。
- 現在の御宿町の西部に位置する。
- 村域の山がちな地形が多い。

## 歴史
村名はかつて存在した布施郷に由来する。

### 村域の変遷
- 1889年（明治22年）4月1日 - 町村制施行に伴い、上布施村・下布施村・実谷村・七本村・上布施実谷入会地が合併し夷隅郡布施村が発足。
- 1955年（昭和30年）3月31日 - 市町村合併により消滅。
  - 下布施の大部分と上布施の一部は大原町（旧）・東村・東海村・浪花村の大半（岩和田を除く）と合併し、大原町が発足。
  - 残部は御宿町（旧）・浪花村の残部（岩和田）と合併し、御宿町が発足。

変遷表
| 1868年 以前 | 1868年 以前       | 明治22年 4月1日 | 昭和30年 3月31日 | 平成17年 12月5日 | 現在     |
| ----------- | ----------------- | --------------- | ---------------- | ---------------- | -------- |
|             | 下布施村 上布施村 | 布施村          | 大原町           | いすみ市         | いすみ市 |
|             | 下布施村 上布施村 | 布施村          | 御宿町           | 御宿町           | 御宿町   |
|             | 実谷村            | 布施村          | 御宿町           | 御宿町           | 御宿町   |
|             | 七本村            | 布施村          | 御宿町           | 御宿町           | 御宿町   |

## 人口・世帯

### 人口
総数 [単位： 人]
| 1891年（明治24年） | 3,447 |
| 1935年（昭和10年） | 3,149 |
| 1950年（昭和25年） | 3,782 |

### 世帯
総数 [単位： 世帯]
| 1935年（昭和10年） | 586 |
| 1950年（昭和25年） | 653 |